# Scortum barcoo
Scortum barcoo és una espècie de peix pertanyent a la família dels terapòntids.

## Descripció
- Pot arribar a fer 35 cm de llargària màxima (normalment, en fa 25).[5][6]

## Reproducció
Hom creu que té lloc quan hi ha inundacions.

## Alimentació
És omnívor i la seua dieta inclou peixos, crustacis, insectes i mol·luscs.

## Hàbitat
És un peix d'aigua dolça, bentopelàgic i de clima temperat (10 °C-30 °C).

## Distribució geogràfica
És un endemisme d'Austràlia.

## Observacions
És inofensiu per als humans.